# Luciano Cagnin
Luciano Cagnin (Piombino Dese, 2 febbraio 1947) è un politico italiano.